# 成穆貴妃
成穆贵妃（1343年—1374年）孙氏，真名失考，中國明朝女性皇族，為明太祖朱元璋贵妃。孫氏出身陈州，父孫和卿，義父馬世熊，母晁氏，有兩個兄長孫瑛、孫藩，孫氏生有四女：临安公主、怀庆公主和兩位早殇的公主。

## 生平
孫氏的父親孫和卿曾在元朝任官，並舉家從陳州遷至常州。孫氏的父母在元朝末年的戰亂中身亡，长兄孫瑛有才幹，辞家远游，久久未归；孫氏十三歲時跟随次兄孙蕃於江都製作鼙鼓、或於揚州躲避戰亂，後來被元帅马世熊收為义女。孫氏十八岁时因美貌出眾，被尚在紅巾軍中的朱元璋纳為妾室。朱元璋登基建立明朝後，冊封孫氏为贵妃，地位在後宮眾妃之上。
孫貴妃傷感自己的父母雙亡、兄長亦不知所終，因此向朱元璋請求尋訪兄長，朱元璋便命人尋找，過了很久之後才尋訪到孫瑛，朱元璋授予孫瑛參省的官職。孫貴妃除了貌美，還嫻於禮法，舉止規範，協助马皇后管理後宮：當時馬皇后慈善地管理後宮之事，孫貴妃則以法制協助馬皇后，史書稱：「高后（馬皇后）以慈，妃（孫貴妃）以法，皆相濟得治。」。為此馬皇后還曾向朱元璋称赞孙貴妃是少有的贤女。
孫貴妃於洪武七年（1374年）九月逝世，諡號成穆貴妃，享年三十二歲。朱元璋相當哀悼孫貴妃之死，且由於孫貴妃沒有兒子，因此朱元璋命周王朱橚為孙贵妃的义子，由朱橚為孫貴妃服孝三年，皇太子及诸皇子也要服喪。朱元璋又命儒臣作《孝慈录》。從此開始，庶子除了为生母服喪三年，其餘的兒子們也要為庶母服喪。孫貴妃初葬朝陽門的褚冈之原，後來入葬孝陵。孫貴妃死後，朱元璋又赐孙瑛田租三百石，每年供礼。